# (5543) Шараф
(5543) Шараф (лат. Sharaf) — типичный астероид главного пояса, открыт 3 октября 1978 года советским астрономом Николаем Черных в Крымской астрофизической обсерватории и 18 августа 1997 года назван в честь советского астронома Шафики Шараф.

## Обнаружение и именование
(5543) Шараф
Открыт 3 октября 1978 года в Научном Н. С. Черных.
Назван в честь известного специалиста по небесной механике и сотрудника Института теоретической астрономии с 1939 по 1986 год Шафики Гильмиевны Шараф (р. 1915). Совместно с коллегами разработала аналитическую теорию Плутона с использованием метода Лапласа-Ньюкомба и определила новые элементы орбиты планеты. Позже исследовала вековые вариации солнечной радиации, падающей на данный участок земной поверхности, вызванные возмущениями земной орбиты. Название предложено Институтом теоретической астрономии.
Оригинальный текст (англ.)5543 Sharaf
Discovered 1978-10-03 by Chernykh, N. S. at Nauchnyj.
Named in honor of Shafika Gil'mievna Sharaf (b. 1915), well known expert on celestial mechanics and staff member of the Institute of Theoretical Astronomy from 1939 to 1986. She co-developed an analytical theory of Pluto using the Laplace-Newcomb method and determined new orbital elements for the planet. Later she investigated the secular variations of solar radiation incident upon given area of the earth's surface caused by perturbations of the earth's orbit. Name suggested by the Institute of Theoretical Astronomy.
Источники: DISCOVERY.DB; M.P.C. 30476.

## Орбита

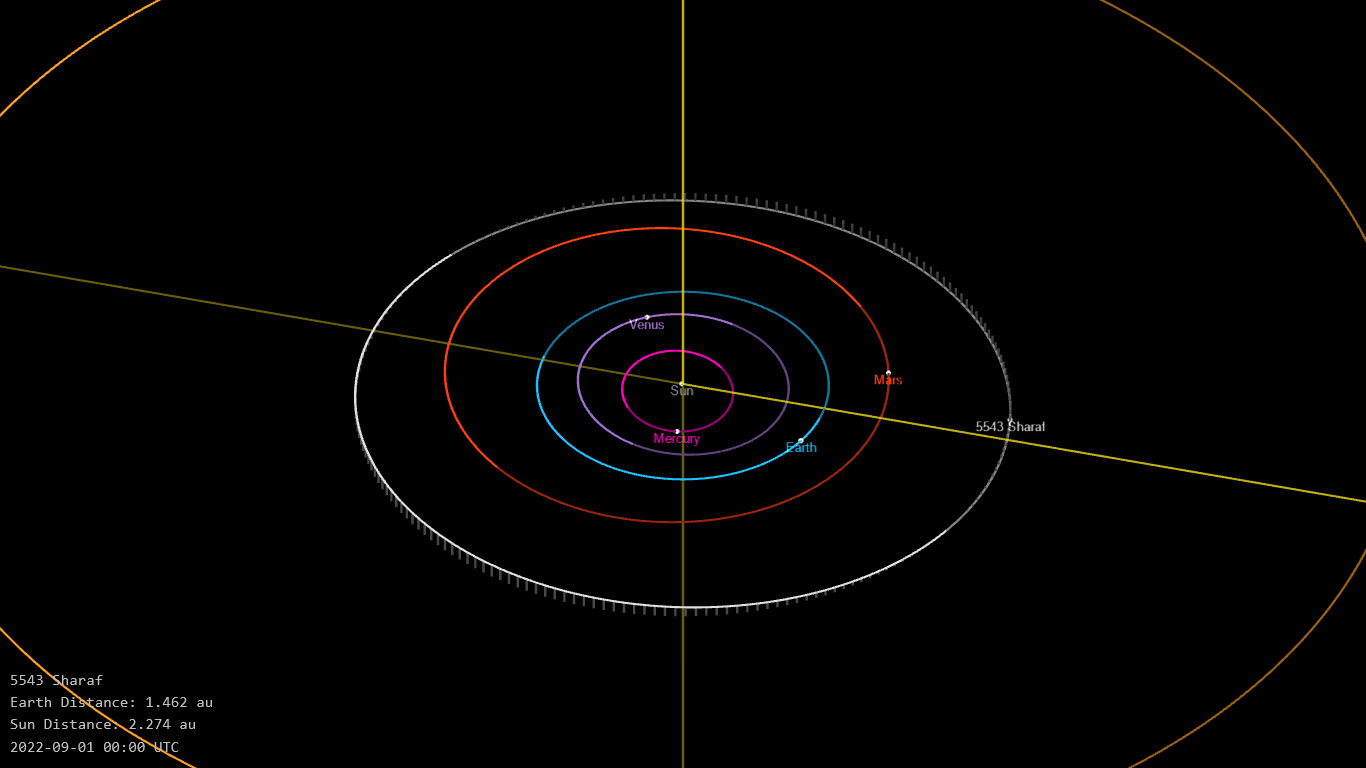
Орбита астероида Шараф и его положение в Солнечной системе

## Физические характеристики
Астероид относится к таксономическому классу S.
По результатам наблюдений в видимом и ближнем инфракрасном диапазоне космического телескопа NEOWISE диаметр астероида сначала оценивался равным 4,543±0,074 км, позже — 4,404±0,087 км. Согласно тем же источникам альбедо оценивается как 0,2361±0,0260 и 0,251±0,029.